# Корвацький Андрій Васильович
Андрій Васильович Корвацький (народився, за одними даними, в 1843, за іншими — в 1844 році в Херсоні, помер у 1907 році в  Мелітополі) — мелітопольський  земський лікар, садівник і краєзнавець.

## Біографія
Будучи студентом  Медико-хірургічної академії, брав участь у студентських заворушеннях 1868—1869 років, займався складанням  прокламацій, за що був заарештований, ув'язнений у Петропавловській фортеці. 29 березня 1869 року був висланий за розпорядженням шефа жандармів на батьківщину, в Херсонську губернію, під нагляд поліції. Після звільнення в грудні 1871 від нагляду отримав дозвіл на повсюдне проживання. У липні 1872 А. В. Корвацький отримав дозвіл на виїзд за кордон.
У 1877 закінчив курс зі званням лікаря (1877). На початку 1900-х років Корвацький служив лікарем в Мелітополі. Крім лікарської діяльності, займався дослідним садівництвом, а також гідрогеологічними дослідженнями. Заснував дослідний сад і розплідник, відкрив родовище лікувальної мінеральної води.

## Пам'ять

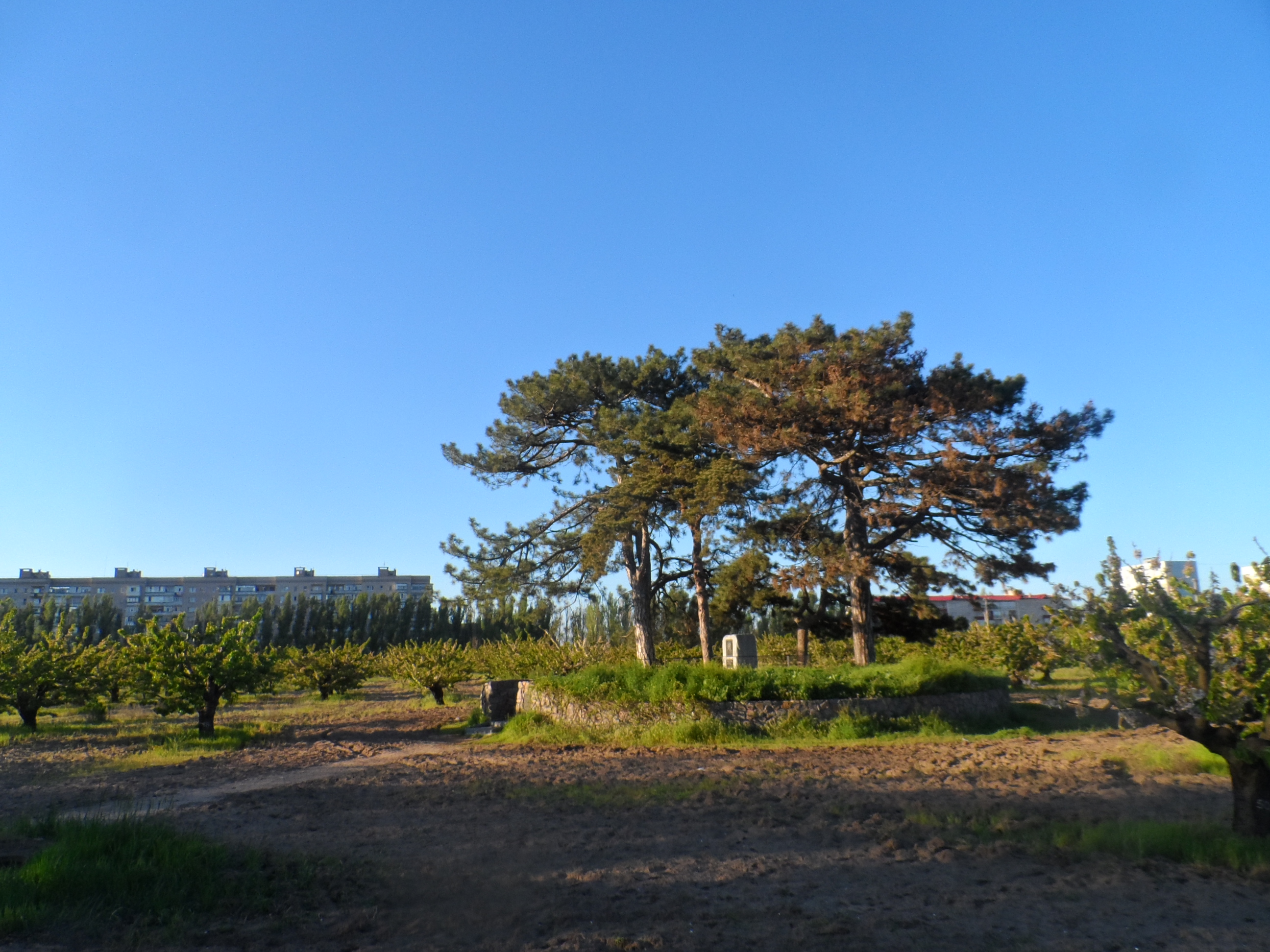

У 2005 в Мелітополі, на проспекті Богдана Хмельницького, був відкритий пам'ятник Андрію Корвацькому.
Фруктові сади на Мікрорайоні в народі називають садами Корвацького. Проїзд, що веде до них, нещодавно отримав назву Проїзду Корвацького.